# São Tomé og Príncipes præsidenter
Denne liste viser São Tomé og Príncipes Præsidenter siden oprettelsen af præsidentembedet i 1975.
Præsidentembedet São Tomé og Príncipe er mestendels ceremoniel. Præsident kan mægle ved politiske stridigheder, men den reelle magt ligger hos landets premierminister.

## Liste over præsidenter
Politiske partier
     Movimento de Libertação de São Tomé e Príncipe – Partido Social Democrata (MLSTP/PSD)
     Partido de Convergência Democrática-Grupo de Reflexão (PCD)
     Acção Democrática Independente (ADI)
     Movimento Democrático das Forças da Mudança-Partido Liberal (MDFM – PL)
Andre tilhørsforhold
     Militæret
     Partiløs
Symboler
     Betegner en fungerende præsident
| Nr. | Portræt | Navn (Født–Død)                                                                        | Mandatperiode     | Mandatperiode           | Mandatperiode     | Politisk parti | Valgt |
| Nr. | Portræt | Navn (Født–Død)                                                                        | Tiltrådte         | Fratrådte               | Tid i embedet     | Politisk parti | Valgt |
| --- | ------- | -------------------------------------------------------------------------------------- | ----------------- | ----------------------- | ----------------- | -------------- | ----- |
| 1   |         | Manuel Pinto da Costa (født 1937)                                                      | 12. juli 1975     | 4. marts 1991           | 15 år og 235 dage | MLSTP/PSD      | -     |
| -   |         | Leonel Mário d'Alva (født 1935) Fungerende                                             | 4. marts 1991     | 3. april 1991           | 0 år og 30 dage   | PCD            | -     |
| 2   |         | Miguel Trovoada (født 1936)                                                            | 3. april 1991     | 15. august 1995 (afsat) | 4 år og 134 dage  | ADI            | 1991  |
| -   |         | Løjtnant Manuel Quintas de Almeida (1957–2006) Formand for den nationale redningsjunta | 15. august 1995   | 21. august 1995         | 0 år og 8 dage    | Militær        | -     |
| (2) |         | Miguel Trovoada (født 1936)                                                            | 21. august 1995   | 3. september 2001       | 6 år og 19 dage   | ADI            | 1996  |
| 3   |         | Fradique de Menezes (født 1942)                                                        | 3. september 2001 | 16. juli 2003 (afsat)   | 1 år og 316 dage  | MDFM – PL      | 2001  |
| -   |         | Major Fernando Pereira (født 1963) Formand for den militære junta til national redning | 16. juli 2003     | 23. juli 2003           | 0 år og 7 dage    | Militær        | -     |
| (3) |         | Fradique de Menezes (født 1942)                                                        | 23. juli 2003     | 3. september 2011       | 8 år og 42 dage   | MDFM – PL      | 2006  |
| (1) |         | Manuel Pinto da Costa (født 1937)                                                      | 3. september 2011 | 3. september 2016       | 5 år              | Partiløs       | 2011  |
| 4   |         | Evaristo Carvalho (1941–2022)                                                          | 3. september 2016 | 2. oktober 2021         | 5 år og 29 dage   | ADI            | 2016  |
| 5   |         | Carlos Vila Nova (født 1956)                                                           | 2. oktober 2021   | Siddende                | 3 år og 152 dage  | ADI            | 2021  |